# بردية موسكو الرياضية
بردية موسكو الرياضية هي بردية رياضيات مصرية قديمة، سميت أيضا بردية غولنيشتشيف الرياضية ،على اسم مالكها الأول، عالم المصريات الروسي فلاديمير غولنيشتشيف. اشترى جولينشكيف البردية عام 1892 أو 1893 من مدينة طيبة. وقد دخلت البردية فيما بعد مقتنيات متحف بوشكين للفنون الجميلة في موسكو، ولا تزال هناك إلى اليوم.
اعتمادا على علم الخطاطة وقواعد الكتابة الهيراطيقية، فإن نص البردية على الأرجح كتب خلال الأسرة الثالثة عشر، واستنادا إلى المواد القديمة المستخدمة التي يرجع تاريخها إلى الأسرة الثانية عشرة في مصر أي حوالي عام 1850 قبل الميلاد. تبلغ البردية 18 قدما طولا وما بين 1 ½ و 3 بوصة عرضا. وفي عام 1930 قسم السوفيتي المستشرق فاسيلي فاسيليفيتش ستروف البردية إلى 25 مسألة رياضية مع حلولها. تعد بردية موسكو الرياضية من أشهر البرديات جنبا إلى جنب مع بردية ريند الرياضية. بردية موسكو أقدم من بردية ريند، في حين أن الأخيرة أكبر.

## التمارين الواردة في بردية موسكو
التمارين في بردية موسكو لا تتبع ترتيب معين، وحلول المشاكل أقل تفصيلا من تلك الموجودة في بردية ريند الرياضية. تعرف بردية موسكو ببعض المسائل الهندسية وخصوصا المسألتين رقم 10 و14 حساب مساحة سطح نصف الكرة وحجم الهرم الناقص على التوالي، في حين تعتبر بقية المسائل أكثر شيوعا.

### تمارين على أجزاء السفينة
وهم المسألتان رقم 2 و3. إحدى المسألتين تحسب طول دفة السفينة، والآخر يحسب طول صاري السفينة علما بأنه يساوي (ثلث + خمس) طول قطعة من خشب الأرز يبلغ طولها 30 ذراعا.

### تمارين آها
فكرة تمارين أها هو حساب كميات مجهولة يشار إليها بآها (أي ما يعادل س الآن) إذا أعطيت مجموع الكميات وإحدى أو بعض هذه الكميات. تحتوي أيضا بردية ريند على أربعة تمارين من هذا النوع. تمارين رقم 1 و19 و25 هي تمارين آها في بردية موسكو. على سبيل المثال، مسألة 19 هي كيفية حساب كمية مرة ونصف أضيفت إلى 4 ليصبح الناتج 10 (بالتعبير الرياضي الحديث : 3/2 س + 4 =10)

### تمارين باكو
التمارين رقم 11 و23 هي تمارين باكو، التي تحسب إنتاجية العمال. التمرين رقم 11 يسأل إذا استطاع عامل احضار 100 قطعة خشب مقاس 5 × 5، فكم قطعة خشب مقاس 4 × 4 يمكنه احضارهم ؟. المسألة رقم 23 تحسب إنتاجية صانع أحذية علما بأنه يجب عليه قطع وتزيين الصنادل.

### التمارين الهندسية
سبعة من الخمسة وعشرين تمرينا هي تمارين هندسة. يتراوح مستوى التمارين من حساب مساحة المثلث، إلى حساب مساحة سطح نصف كرة (المسألة رقم 10) وإيجاد حجم هرم ناقص (المسألة رقم 14).